# Tour de Lombardie 1977
La 71e édition du Tour de Lombardie s'est déroulée le 8 octobre 1977. La course a été remportée par le coureur italien Gianbattista Baronchelli qui signe une première victoire sur cette classique. Le parcours s'est déroulé entre Seveso et Côme sur une distance de 257 kilomètres.

## Déroulement de la course
Gianbattista Baronchelli gagne en solitaire à Côme avec une avance de plus d'une minute sur un groupe de six coureurs dont le sprint est remporté par le jeune Belge Jean-Luc Vandenbroucke devant le vétéran italien de 37 ans Franco Bitossi. 114 coureurs étaient au départ et 26 à l'arrivée.

## Classement final
| Pos. | Coureur                  | Équipe    | Temps           |
| ---- | ------------------------ | --------- | --------------- |
| 1    | Gianbattista Baronchelli | Scic      | 7 h 03 min 00 s |
| 2    | Jean-Luc Vandenbroucke   | Peugeot   | à 1 min 07 s    |
| 3    | Franco Bitossi           | Vibor     | m.t.            |
| 4    | Ronald De Witte          | Brooklyn  | m.t.            |
| 5    | Wladimiro Panizza        | Scic      | m.t.            |
| 6    | Alfio Vandi              | Magniflex | m.t.            |
| 7    | Joop Zoetemelk           | Miko      | m.t.            |
| 8    | Johan De Muynck          | Brooklyn  | à 2 min 05 s    |
| 9    | Giuseppe Perletto        | Magniflex | m.t.            |
| 10   | Fabrizio Fabbri          | Sanson    | à 3 min 03 s    |